# Supercopa de Mozambique
La Supercopa de Mozambique es un torneo de fútbol que se disputa anualmente desde 1992 en Mozambique. Enfrenta al campeón del Campeonato mozambiqueño de fútbol con el campeón de la Taça de Mozambique.

## Campeones
Lista de campeones de la Supercopa de Mozambique
| Temporada | Campeón                                          | Resultado                                        | Finalista                                        |
| --------- | ------------------------------------------------ | ------------------------------------------------ | ------------------------------------------------ |
| 1992      | Clube de Gaza                                    | 1 - 0, 1 - 0                                     | Costa do Sol                                     |
| 1993      | no disputada                                     | no disputada                                     | no disputada                                     |
| 1994      | Ferroviário da Beira - Costa do Sol (ida: 0 - 3) | Ferroviário da Beira - Costa do Sol (ida: 0 - 3) | Ferroviário da Beira - Costa do Sol (ida: 0 - 3) |
| 1995      | no disputada                                     | no disputada                                     | no disputada                                     |
| 1996      | no disputada                                     | no disputada                                     | no disputada                                     |
| 1997      | Ferroviário de Maputo                            | 2 - 0                                            | Maxaquene                                        |
| 1998      | no disputada                                     | no disputada                                     | no disputada                                     |
| 1999      | no disputada                                     | no disputada                                     | no disputada                                     |
| 2000      | Costa do Sol                                     | 1 - 0                                            | Ferroviário de Maputo                            |
| 2001      | Costa do Sol                                     | 2 - 1, 3 - 0                                     | Matchedje de Maputo                              |
| 2002      | Costa do Sol                                     | 0 - 0, 1 - 0                                     | Maxaquene                                        |
| 2003      | Costa do Sol                                     | 1 - 0, 0 - 1 (3 - 2 pen.)                        | Ferroviário de Maputo                            |
| 2004      | Maxaquene                                        | 4 - 1, 1 - 1                                     | Ferroviário de Nampula                           |
| 2005      | Ferroviário de Maputo                            | 2 - 0, 2 - 1                                     | Ferroviário de Nampula                           |
| 2006      | Ferroviário de Maputo                            | 0 - 0, 3 - 0                                     | Ferroviário da Beira                             |
| 2007      | Desportivo de Maputo                             | 2 - 1, 2 - 0                                     | Têxtil do Punguè                                 |
| 2008      | Costa do Sol                                     | 1 - 0, 0 - 1 (4 - 3 pen.)                        | Ferroviário de Nampula                           |
| 2009      | Ferroviário de Maputo                            | 3 - 1                                            | Atlético Muçulmano da Matola                     |
| 2010      | Ferroviário de Maputo                            | 5 - 1                                            | Costa do Sol                                     |
| 2011      | Maxaquene                                        | 1 - 0                                            | Liga Desportiva Muçulmana de Maputo              |
| 2012      | Ferroviário de Maputo                            | 1 - 1 (4 - 3 pen.)                               | Liga Desportiva Muçulmana de Maputo              |
| 2013      | Liga Desportiva Muçulmana de Maputo              | 2 - 1                                            | Maxaquene                                        |
| 2014      | Liga Desportiva Muçulmana de Maputo              | 1 - 1 (5 - 4 pen.)                               | Ferroviário da Beira                             |
| 2015      | Liga Desportiva Muçulmana de Maputo              | 1 - 0                                            | Ferroviário da Beira                             |
| 2016      | Ferroviário de Maputo                            | 1 - 0                                            | Liga Desportiva Muçulmana de Maputo              |
| 2017      | Ferroviário da Beira                             | 2 - 1                                            | União Desportiva do Songo                        |
| 2018      | Costa do Sol                                     | 2 - 0                                            | União Desportiva do Songo                        |
| 2019      | Costa do Sol                                     | 2 - 0                                            | União Desportiva do Songo                        |

## Títulos por club
| Club                                | Ciudad        | Campeón | Años campeón                             |
| ----------------------------------- | ------------- | ------- | ---------------------------------------- |
| Ferroviário de Maputo               | Maputo        | 7       | 1997, 2005, 2006, 2009, 2010, 2012, 2016 |
| Costa do Sol                        | Maputo        | 7       | 2000, 2001, 2002, 2003, 2008, 2018, 2019 |
| Liga Desportiva Muçulmana de Maputo | Maputo        | 3       | 2013, 2014, 2015                         |
| Maxaquene                           | Maputo        | 2       | 2004, 2011                               |
| Desportivo de Maputo                | Maputo        | 1       | 2007                                     |
| Clube de Gaza                       | Xai-Xai, Gaza | 1       | 1992                                     |
| Ferroviário da Beira                | Beira         | 1       | 2017                                     |